# Toma Piemontese

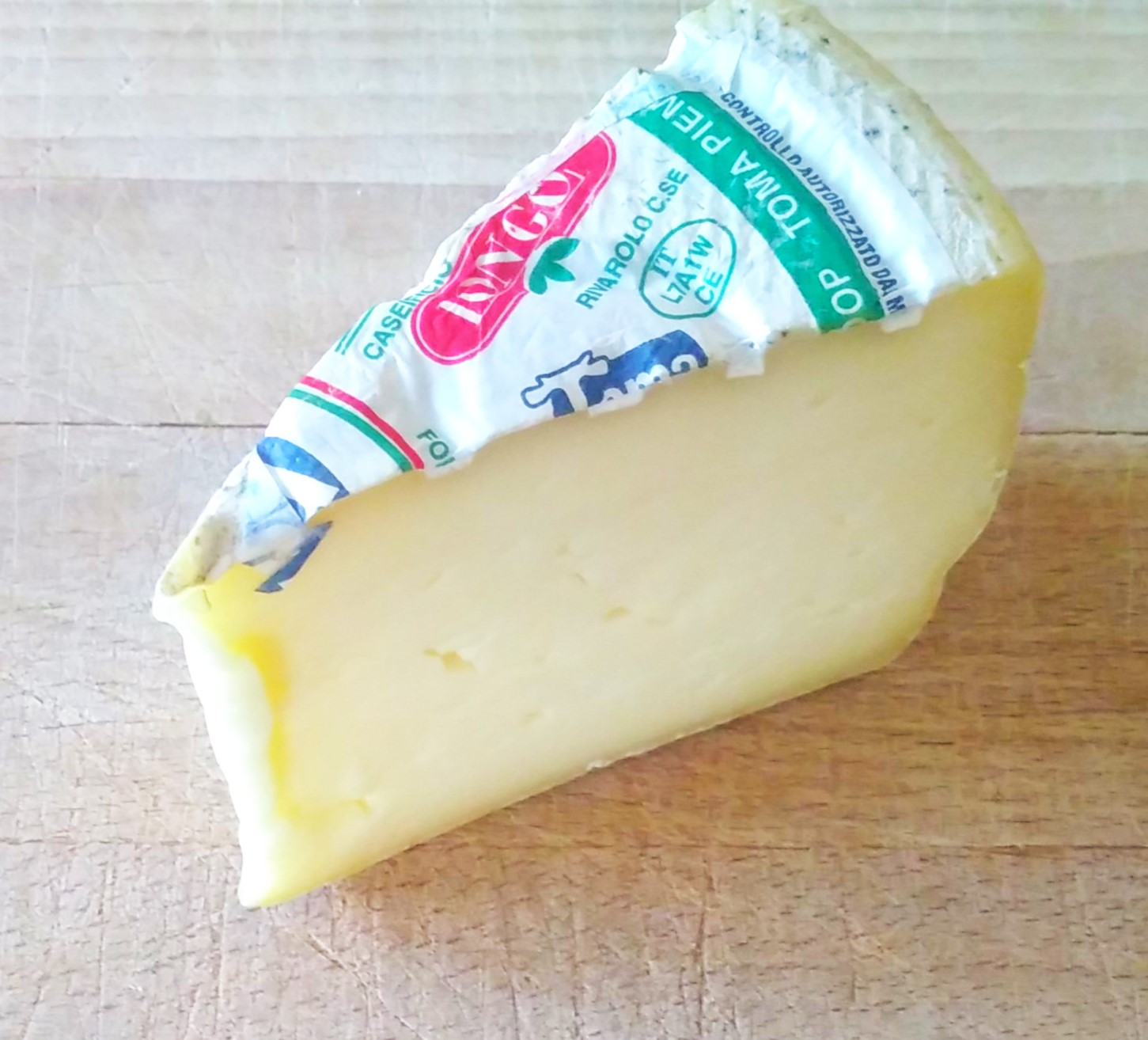
Toma Piemontese

Toma Piemontese ist ein italienischer Käse aus Kuhmilch mit geschützter Ursprungsbezeichnung.

## Herkunft
Das Herkunftsgebiet umfasst das Verwaltungsgebiet der Provinzen Novara, Vercelli, Biella, Turin, Cuneo und Verbania Cusio Ossola sowie das Gebiet der Gemeinden Monastero Bormida, Roccaverano, Mombaldone, Olmo Gentile und Serole in der Provinz Asti und Acqui Terme, Terzo, Bistagno, Ponti und Denice in der Provinz Alessandria.
Das Futter muss vorwiegend aus frischem Grünfutter und/oder Silage oder aus Heufutter bestehen, das größtenteils auf Wiesen und Weideflächen im Herkunftsgebiet gewonnen wurde. Dabei sind keine genauen Mindest- oder Höchstanteile festgelegt.

## Herstellung
Der gesamte Erzeugungsprozess von der Milchviehhaltung und Gewinnung der Milch über die Dicklegung, die Weiterverarbeitung der Dickete und das Formen und Pressen bis zur Salzung, Reinigung und Reifung muss im Herkunftsgebiet erfolgen.
Toma Piemontese wird aus Vollmilch (Typ "a latte intero") oder aus teilentrahmter Milch (Typ "semigrasso") hergestellt. Die Milch wird - ggf. nach der Teilentrahmung - mit Kälberlab dickgelegt und zweimal gebrochen. Der Käsebruch wird in fascere genannte Formen gefüllt und 24 bis 72 Stunden gepresst. Anschließend wird der Käselaib 24 bis 48 Stunden trocken oder nass gesalzen.
Die Reifung findet traditionell in natürlichen Grotten oder in anderen geeigneten Räumen mit sehr hoher Luftfeuchtigkeit statt. Sie dauert bei kleinen Stücken (1,8 bis 6 kg) mindestens 15 Tage und bei großen Stücken (6 bis 9 kg) mindestens 60 Tage.

## Eigenschaften
Der zylindrische Laib hat eine Höhe von 6 bis 12 cm und einen Durchmesser von 15 bis 35 cm. Er hat plane oder fast plane Ober-  und Unterseiten, die Ränder sind leicht konvex. Das Gewicht beträgt 1,8 bis 9 kg.
Die Rinde ist beim Vollmilchtyp elastisch, glatt und von hell strohfarbener bis rötlich brauner Farbe. Beim halbfetten Typ ist sie wenig elastisch, hat ein rustikales Aussehen und ist von intensiv strohgelber bis rötlich brauner Farbe. Bei beiden Typen ist die Rinde nicht zum Verzehr geeignet.
Der weiße bis strohgelbe Käseteig ist beim Vollmilchtyp weich mit zahlreichen kleinen Löchern, beim halbfetten Typ -  abhängig vom Reifegrad - elastisch oder halbfest, ebenfalls mit kleinen Löchern versehen.
Der Geschmack ist mild mit angenehmem, feinem Aroma beim Vollmilchtyp, beim halbfetten Typ intensiv und harmonisch mit markantem Aroma, dessen Intensität im Verlauf des Reifungsprozesses zunimmt. Der Fettgehalt in der Trockenmasse beträgt mindestens 40 % beim Vollmilchtyp und 20 % beim halbfetten Typ.
Alle Merkmale beziehen sich auf den Käse am Ende der Mindestreifezeit.

## Kennzeichnung und Handel
Der Käse kann als ganzer Käselaib, aufgeschnitten, portioniert oder vorverpackt in den Handel kommen, wobei das Portionieren und Vorverpacken auch außerhalb des Herkunftsgebiets erfolgen kann.
Der Käselaib wird mit einem Papieretikett von 14 bis 27 cm Durchmesser sowie mit dem Logo der geschützten Ursprungsbezeichnung und einem „S“ beim halbfetten Typ versehen; zusätzlich erhält er einen Prägestempel auf der Oberseite. Für die Anbringung des Papieretiketts darf Lebensmittelkleber verwendet werden.